# Petro Hryhorenko

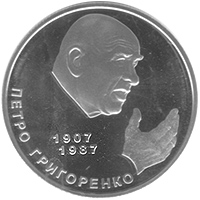
Ukraińska moneta upamiętniająca Petra Hryhorenkę

Petro Hryhorowycz Hryhorenko (ukr. Петро Григорович Григоренко, ros. Пётр Григорьевич Григоренко, ur. 3 października?/16 października 1907 w obwodzie zaporoskim, zm. 21 lutego 1987 w Nowym Jorku) – radziecki wojskowy i działacz państwowy pochodzenia ukraińskiego, później dysydent oraz działacz na rzecz praw człowieka w ZSRR. Kandydat nauk wojskowych (1949). Autor ponad 70 prac naukowych z zakresu wojskowości.

## Życiorys
W młodości należał i działał w ukraińskim Komsomole. W 1927 został członkiem Komunistycznej Partii Związku Radzieckiego. Od 1929 do 1931 był członkiem Komitetu Centralnego Komsomołu USRR. W 1929 rozpoczął naukę na Politechnice Charkowskiej. W 1937 wstąpił do Wojskowej Akademii Sztabu Generalnego Sił Zbrojnych ZSRR im. K.J. Woroszyłowa, którą ukończył z wyróżnieniem w 1939.
Od 1939 służył na Froncie Dalekowschodnim, gdzie brał udział w walkach nad Chałchin-Goł z wojskami japońskimi. W 1941 skierowano go do walk z Niemcami. Hryhorenko miał kłopoty z awansowaniem, od momentu kiedy Smiersz przechwycił jego list do przyjaciela, w którym ten krytykował metody prowadzenia wojny przez Stalina. Od grudnia 1943 był zastępcą szefa sztabu 10 Armii Gwardii w składzie 2 Frontu Nadbałtyckiego. W lutym 1944 został ciężko ranny i skierowany na leczenie. Od sierpnia 1944 szef sztabu 8 Dywizji Piechoty w składzie 4 Frontu Ukraińskiego. Od lutego 1945 w stopniu pułkownika.
Za krytykę Nikity Chruszczowa, I sekretarza KC Komunistycznej Partii Związku Radzieckiego został poddany działaniom tzw. psychiatrii represyjnej oraz zdegradowany do stopnia szeregowca, pozbawiony wszystkich przywilejów, pracy a także prawa do emerytury wojskowej. Po zwolnieniu ze szpitala zaangażował się w nurt opozycyjny. Opublikował między innymi na Zachodzie książkę pt. Ukrywanie prawdy historycznej – zbrodnia wobec narodu, w której krytycznie odniósł się do posunięć Józefa Stalina w czasie II wojny światowej. Wspierał prześladowane mniejszości narodowe i etniczne w ZSRR, w tym między innymi Tatarów krymskich oraz Czeczenów. W czasie interwencji wojsk Układu Warszawskiego w Czechosłowacji poparł protestujących przeciwko agresji na moskiewskim Placu Czerwonym dysydentów radzieckich, w tym Natalię Gorbaniewską. Sam pisał jednocześnie list do przywódcy Praskiej Wiosny Alexandra Dubčeka, który osobiście złożył w ambasadzie Czechosłowacji w Moskwie. Był jednym z twórców Grupy Helsińskiej w ZSRR oraz Ukraińskiej Grupy Helsińskiej. Pod koniec lat 70. XX wieku wyjechał na leczenie do USA, gdzie pozostał na emigracji w związku z pozbawieniem go przez władze ZSRR radzieckiego obywatelstwa. Zmarł 21 lutego 1987 roku w Nowym Jorku.
Autor wspomnień pt. W podziemiach można spotkać tylko szczury (I wydanie: Nowy Jork, 1981).

## Ordery i odznaczenia
- Order Lenina
- Order Czerwonego Sztandaru (dwukrotnie)
- Order Wojny Ojczyźnianej I klasy
- Order Czerwonej Gwiazdy
- Medal „Za zasługi bojowe”
- Medal „Za zwycięstwo nad Niemcami w Wielkiej Wojnie Ojczyźnianej 1941–1945”
- Medal jubileuszowy „Dwudziestolecia zwycięstwa w Wielkiej Wojnie Ojczyźnianej 1941–1945”
- Medal jubileuszowy „Trzydziestolecia zwycięstwa w Wielkiej Wojnie Ojczyźnianej 1941–1945”
- Medal jubileuszowy „30 lat Armii Radzieckiej i Floty”
- Medal jubileuszowy „40 lat Sił Zbrojnych ZSRR”
- Medal jubileuszowy „50 lat Sił Zbrojnych ZSRR”
- Order „Za odwagę” I klasy (pośmiertnie)

## Upamiętnienie
- 27 kwietnia 2015 w Ogrodzie Sprawiedliwych w Warszawie odsłonięto kamień upamiętniający jego osobę i posadzono drzewo pamięci[9].